# Agrostis keniensis
Agrostis keniensis é uma espécie de gramínea do gênero Agrostis, pertencente à família Poaceae.